# Succisa pratensis
Succisa pratensis, comúnmente llamada bocado del diablo, es una planta de la antigua familia Dipsacaceae ahora subfamilia de  Caprifoliaceae.

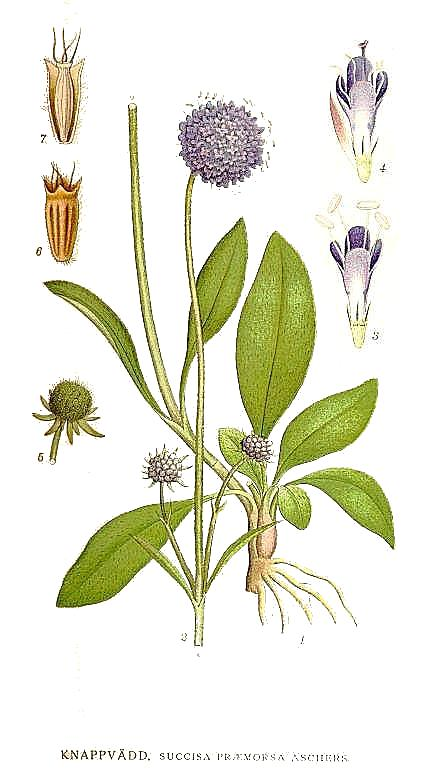
Ilustración

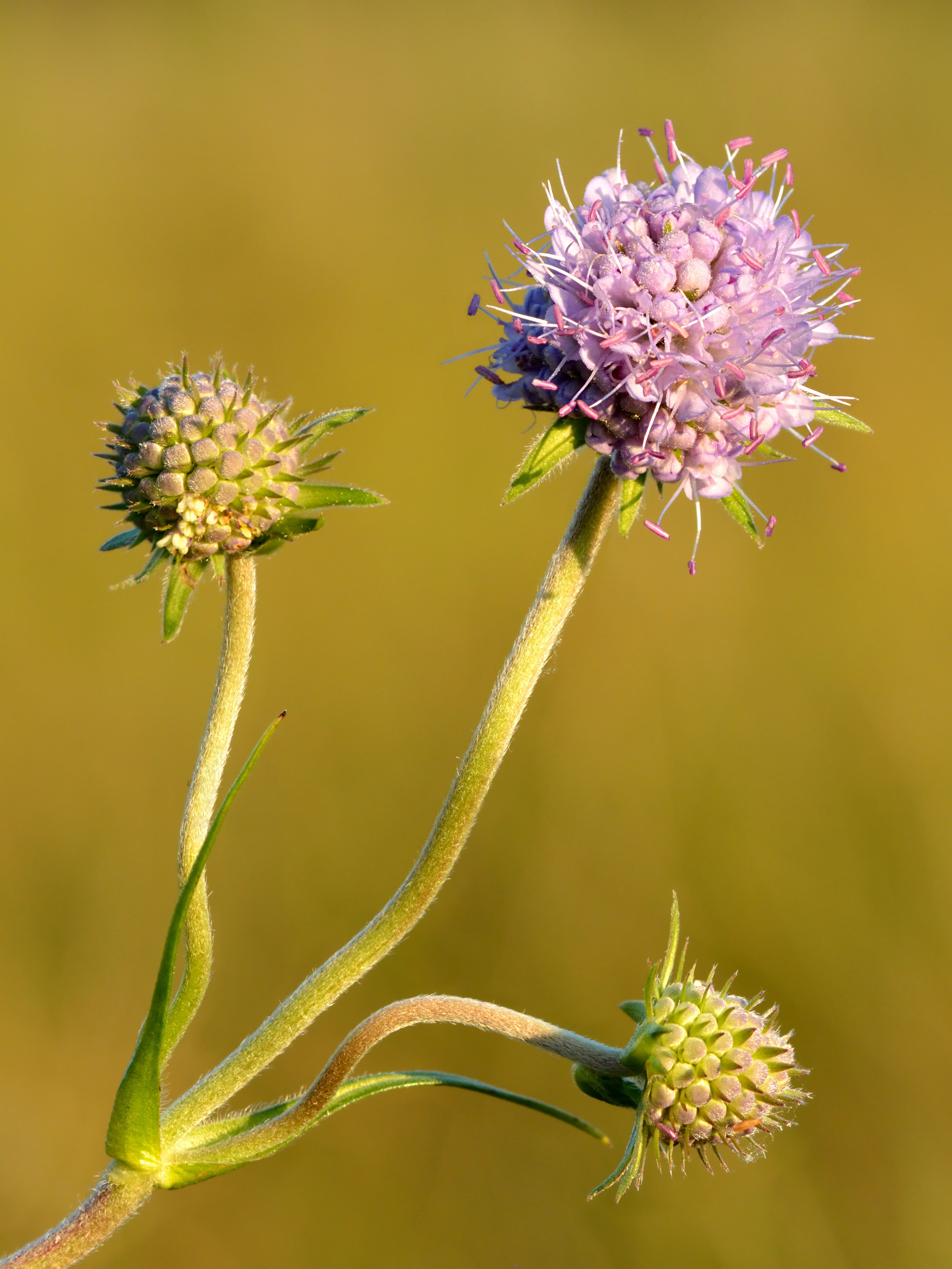

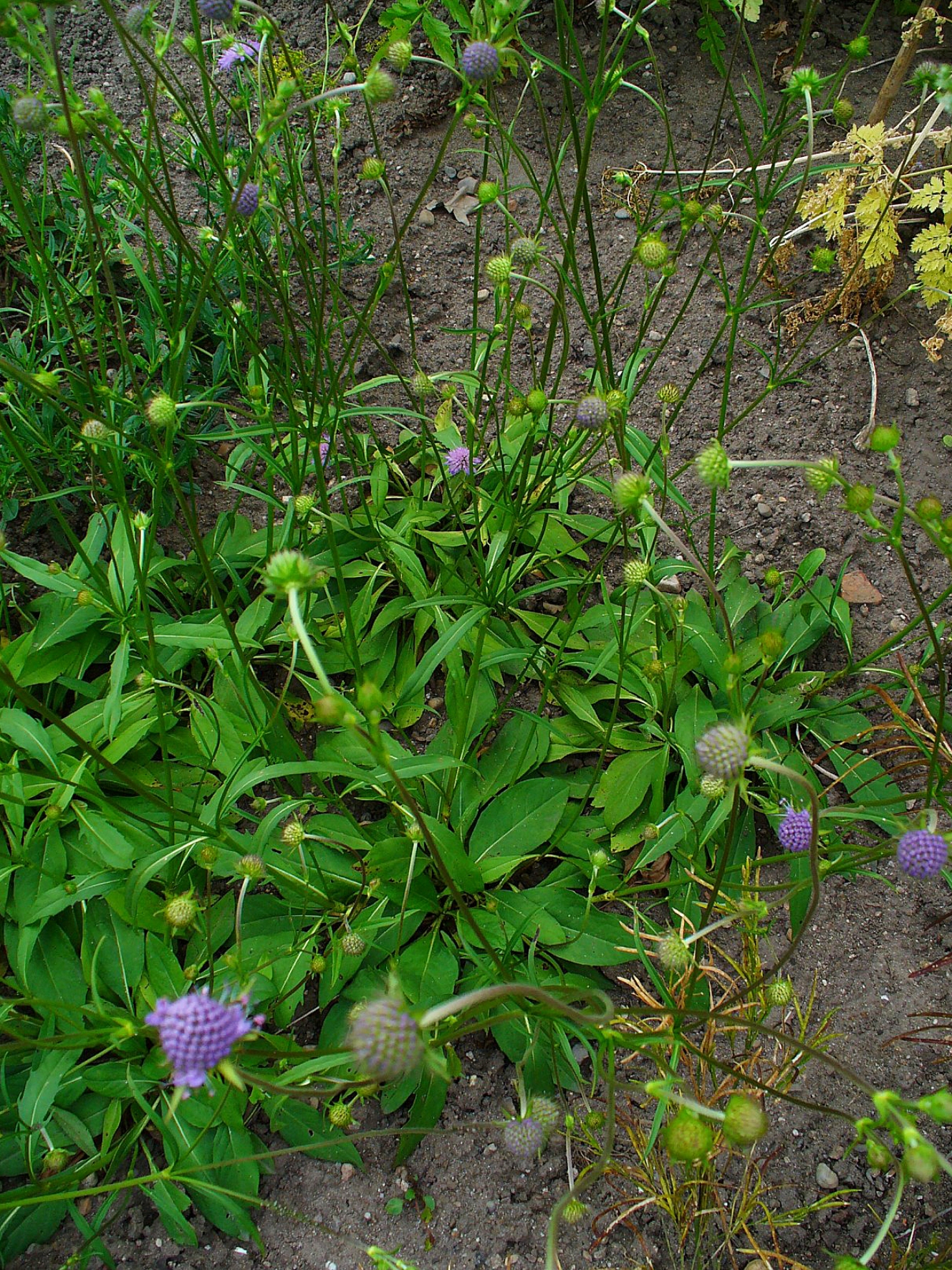
Vista de la planta

## Distribución y hábitat
Es natural de las zonas templadas de Europa y Norte de África, donde crece en bosques, laderas de montañas y lugares de mediana altitud más que en bordes de caminos.Es el alimento de Euphydryas aurinia

## Descripción
Es una planta que puede alcanzar 1 metro de altura, poco ramificada con raíz que parece mordida (de ahí su nombre "bocado del diablo") y con tallo velloso. Las hojas están soldadas en la base. Las flores son tubulares, de color azul o violeta, agrupadas en capítulos hemisféricos.

## Propiedades
- Frecuente en tisanas pectorales para la tos, fiebre e inflamaciones.
- Diaforética y febrífuga.

## Taxonomía
Succisa pratensis fue descrita por Conrad Moench y publicado en Methodus Plantas Horti Botanici et Agri Marburgensis : a staminum situ describendi 489. 1794.
Etimología
Succisa: nombre genérico que deriva del latino y significa "cortada por debajo"
pratensis: epíteto latíno que significa "de los prados"
Sinonimia
- Succisa hirsuta Opiz
- Succisa vogesiaca Jord. & Fourr. [1868]
- Succisa viretorum Jord. & Fourr. [1868]
- Succisa tardans Jord. & Fourr. [1868]
- Succisa sylvatica Becker [1827]
- Succisa stricta Jord. & Fourr. [1868]
- Succisa sabauda Jord. & Fourr. [1868]
- Succisa rhodanensis Jord. & Fourr. [1868]
- Succisa pyrenaea Jord. & Fourr. [1868]
- Succisa propera Jord. & Fourr. [1868]
- Succisa procera Jord. & Fourr. [1868]
- Succisa prativaga Jord. & Fourr. [1868]
- Succisa pratensis var. hirsuta Rchb. [1850]
- Succisa pratensis var. hispidula Peterm. [1838]
- Succisa pratensis var. boccae Briq. & Cavill. in Burnat [1915]
- Succisa pratensis subsp. hirsuta (Opiz) Chrtek [1983]
- Succisa praemorsa Asch. [1866]
- Succisa platyphylla Jord. & Fourr. [1868]
- Succisa parvula Jord. & Fourr. [1868]
- Succisa palustris Sass [1860]
- Succisa microcephala Jord. & Fourr. [1868]
- Succisa laetevirens Jord. & Fourr. [1868]
- Succisa incisa Jord. & Fourr. [1868]
- Succisa gracilescens Jord. & Fourr. [1868]
- Succisa glabrata Jord. & Fourr. [1868]
- Succisa fuscescens Jord. & Fourr. [1868]
- Succisa fuchsii Gray [1821]
- Succisa elliptica Jeanb. & Timb.-Lagr. [1879]
- Succisa dentata Jord. & Fourr. [1868]
- Succisa cuspidata Jord. & Fourr. [1868]
- Succisa cagiriensis Jeanb. & Timb.-Lagr. [1876]
- Succisa brevis Jord. & Fourr. [1868]
- Succisa beugesiaca Jord. & Fourr. [1868]
- Succisa aurigerana Jord. & Fourr. [1868]
- Succisa angustula Jord. & Fourr. [1868]
- Succisa altissima Schur [1866]
- Scabiosa hirsuta (Wallr.) Bercht. & Opiz [1838]
- Scabiosa glabrata Schott ex Roem. & Schult. [1818]
- Lepicephalus succisa Eichw. [1830]
- Scabiosa succisa L. [1753]
- Scabiosa borealis Salisb. [1796]
- Asterocephalus succisa (L.) Wallr.[4]

## Nombres comunes
Bocado del diablo, escabiosa, escabiosa de raíz despuntada, escabiosa mordida, escabiosa oficinal, escobilla morisca, hierba del pulmón, mordedura del diablo, mordiscón del diablo, mordisco del diablo, raíz del diablo, raíz medio mordida, raíz mordida, viudas, viuda silvestre.